# Alexander Worthy Clerk

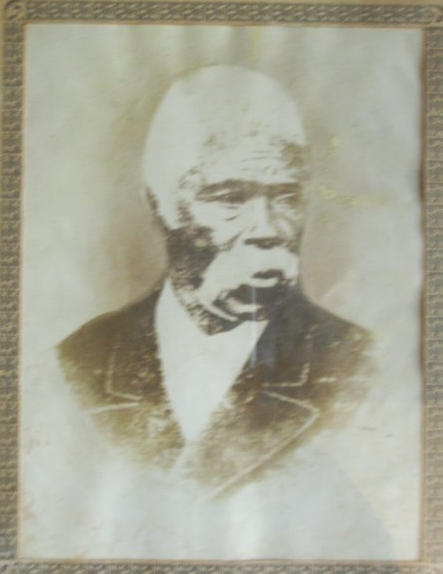
Retrato antiguo de Alexander Worthy Clerk.

Alexander Worthy Clerk (4 de marzo de 1820 -11 de febrero de 1906) fue un misionero, maestro y clérigo jamaiquino de Moravia que llegó en 1843 al protectorado danés de Christiansborg, hoy en día Osu en Acra, Ghana, entonces conocida como la Costa de Oro. Formó parte del primer grupo de 24 misioneros antillanos de Jamaica y Antigua que trabajaron bajo los auspicios de la Sociedad Misionera Evangélica de Basilea de Suiza. La actividad misionera caribeña en África encaja en el «Movimiento Misionero Atlántico» más amplio de la diáspora entre los años 1780 y 1920.
 Poco después de su llegada a Ghana, la misión nombró a Clerk como el primer diácono de la Iglesia Presbiteriana de Cristo, Akropong, fundada por el primer misionero sobreviviente de Basilea en la Costa de Oro, Andreas Riis, en 1835, como la primera iglesia protestante de la organización en el país. Clerk es ampliamente reconocido y considerado como uno de los pioneros del precursor de la Iglesia Presbiteriana de Ghana. Líder en educación en la Ghana colonial, estableció una escuela intermedia exclusivamente para hombres, la Escuela de Salem en Osu en 1843. En 1848, Clerk fue miembro inaugural de la facultad en el Seminario de la Misión de Basilea, Akropong, ahora conocido como el Colegio Presbiteriano de Educación, donde fue instructor de estudios bíblicos. Los misioneros de Basilea fundaron el seminario y la escuela normal de Akropong para formar profesores-catequistas al servicio de la misión. La universidad es la segunda institución de educación superior más antigua de África occidental moderna, después de Fourah Bay College en Freetown, Sierra Leona, que se estableció en 1827. Clerk fue el padre de Nicholas Timothy Clerk (1862 - 1961), un teólogo formado en Basilea, que fue elegido como el primer secretario del sínodo de la Iglesia Presbiteriana de Gold Coast de 1918 a 1932 y cofundador del internado para chicos, la «Escuela Secundaria de Niños Presbiterianos» establecida en 1938. A. W. Clerk también fue el progenitor de la históricamente importante familia Clerk del suburbio de Osu en Acra.

## Contribuciones a la educación
Clerk y sus compañeros misioneros caribeños se motivaron y se adaptaron rápidamente a pesar de la nostalgia inicial y aprendieron las lenguas indígenas de Akan y Ga. Los misioneros compusieron nuevos himnos en el idioma local, tradujeron los himnos de la iglesia al ga y akan del inglés y el alemán, construyeron casas de piedra, pozos de agua y escuelas, establecieron grandes granjas y enseñaron a la población local a leer y escribir, mejorando enormemente la alfabetización en la región. En 1848, treinta y siete niñas, veinticinco niños y siete hijos de las Indias Occidentales asistieron a la recién creada Escuela United Akropong donde Clerk era el maestro fundador. Como resultado de su arduo trabajo, Clerk fue apodado, «Suku Mansere», una bastarización de «maestro de escuela» en el idioma twi. Los niños de las Indias Occidentales a quienes se les enseñó en la escuela incluían a Andrew Hall, Rose Ann Miller, Robert Miller, Catherine Miller, Elizabeth Mullings, Ann Rochester y John Rochester. La escuela de niñas fue posteriormente transferida a Aburi en 1854 para convertirse en la Escuela Superior de Niñas, predecesora de la actual Escuela Secundaria de Niñas de Aburi. Rose-Ann Miller, hija de los misioneros jamaicanos Joseph y Mary Miller, quien anteriormente había dirigido la escuela infantil en Akropong en 1857, fue puesta a cargo de la escuela de niñas en Aburi desde 1859 hasta 1874, cuando dejó voluntariamente la Misión de Basilea para trabajar en la escuela estatal para niñas de Acra.